# Územní plánování

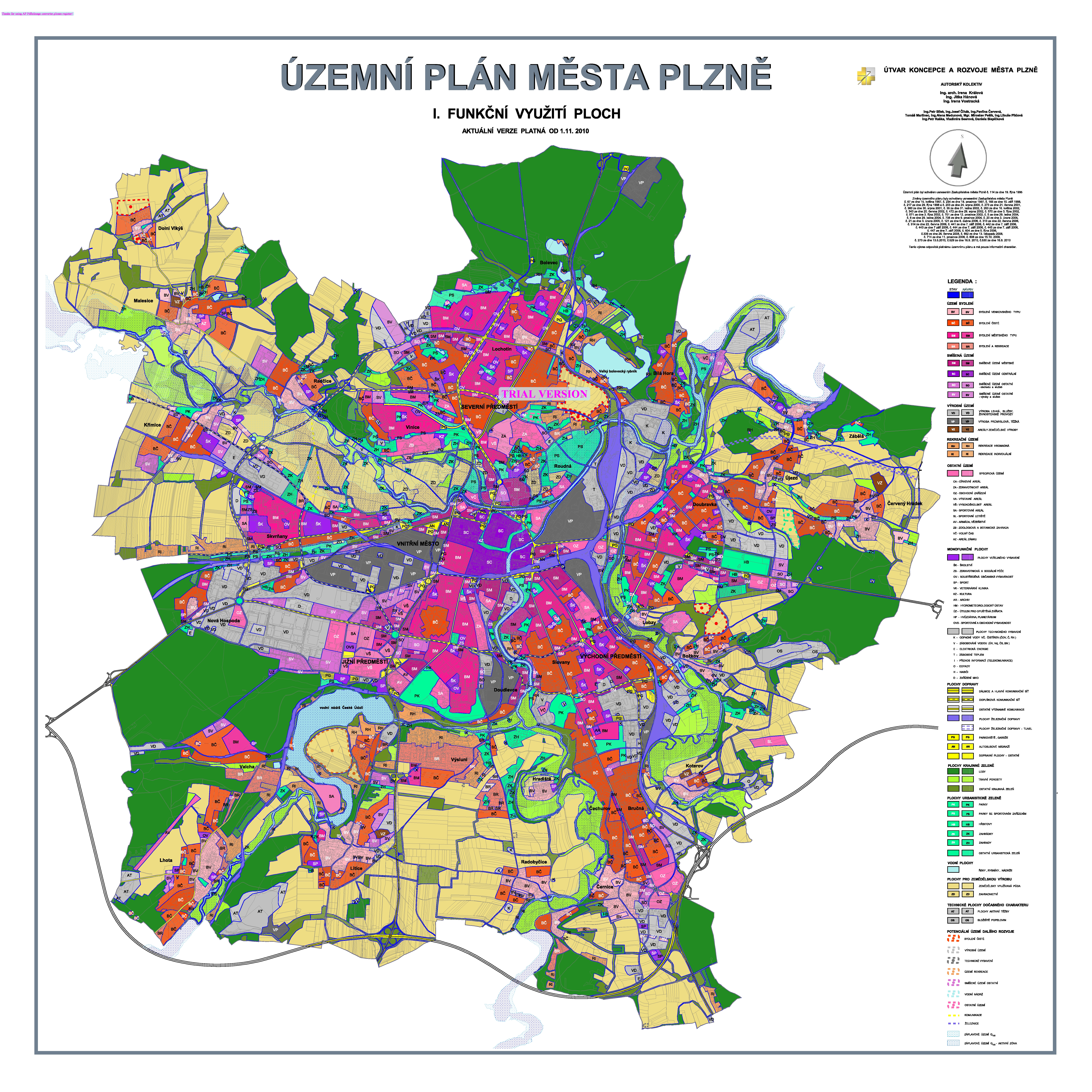
Územní plán města Plzeň (výkres) znázorňuje kde se má a nemá stavět, kudy vedou hlavní koridory či ukazuje důležité přírodní a historické hodnoty.

Územní plánování je trvalý proces, ve kterém orgány státní správy určují využití území a jeho uspořádání. Chrání a rozvíjí přírodní, kulturní a historické dědictví a hlídá urbanistické, architektonické i technické návaznosti. Určuje kde se má stavět, a kde naopak má být zachována volná krajina. Dbá na hospodárné využití území i provedení důležitých dopravních, technických či ekologických koridorů.
Územní plánování usiluje o dosažení souladu veřejných a soukromých zájmů. Hlavním cílem územního plánování je vytvářet předpoklady pro výstavbu a pro udržitelný rozvoj území, jehož podstatou je vyvážený vztah mezi ekologickým, ekonomickým a sociálním hlediskem.
Územní plánování je nástrojem státní správy pro racionální rozvoj určitého území. Územní plánování v ČR je legislativně upraveno stavebním zákonem č. 283/2021 Sb., dalšími zákony a vyhláškami. Legislativní úprava sleduje hlavní úkoly územního plánování a vytváří nástroje k jejich dosažení.

## Aktéři
Stavební zákon vymezuje, kdo je aktérem územního plánování. Specifikuje postavení jednotlivých aktérů v procesu územního plánování z hlediska jejich povinností, práv a postavení.

### Pořizovatel
- Schvalující orgán – zastupitelstva a vláda
- Autorizovaný úředník: obec s rozšířenou působností, kraj, stát ( ministerstvo pro místní rozvoj, ministerstvo obrany ČR)
- Samospráva: obce
- Pomocné zastupitelské orgány – Rada udržitelného rozvoje – starostové, zastupitelé – určuje co je udržitelné
- Komise územního plánování

### Zpracovatel
Zpracovatelem územního plánu je fyzická osoba s oprávněním – autorizací, kterou uděluje Česká komora architektů.

### Stavební úřad
Stavební úřad vykonává územní řízení a dbá na dodržování obecných předpisů při územním plánování.

### Prováděcí orgán
Úřad územního plánování – obecní úřad územního plánování, krajský úřad územního plánování, ministerstvo pro místní rozvoj (nejvyšší úřad)
Dotčené orgány státní správy: (DOSS) jsou ty rezorty, které mají ze svého zákona chránit určitý společenský zájem a hlavně ty co územně diferencují. DOSS jsou odstupňované podle úrovní řízení – od ministerstva, kraje, okresu (pověřené obce) až po obce – odpovídá úrovni pořizovatele.

## Hlavní úkoly
- vytvářet v území podmínky pro udržitelný rozvoj, tj. komplexní řešení problémů životního prostředí, sociálních a hospodářských problémů ve vzájemných souvislostech
- zajišťovat ochranu přírodních, civilizačních a kulturních hodnot území
- vymezovat veřejný zájem na využití území
- racionální uspořádání území a pro hospodárné vymezování stavebních pozemků
- stanovení podmínek pro umisťování a prostorové uspořádání staveb a opatření na pozemcích
- územní prevence katastrof
- územní podmínky pro odstraňování důsledků náhlých hospodářských změn s možnými negativními vlivy na sociální a zdravotní podmínky života obyvatel, sociální soudržnost a smír
- prosazovat ochranu nezastavitelného území a nezastavitelných pozemků v zastavěném území
- určovat nutné asanační, rekonstrukční a rekultivační zásahy do území
- zajišťovat ochranu přírodních stanovišť a stanovišť druhů
- zajišťovat ochranu území podle zvláštních právních předpisů, před negativními vlivy a řešit kompenzaci v případech prokázaného veřejného zájmu

Veřejná infrastruktura zahrnuje zejména:
- dopravní infrastrukturu (např. pozemní komunikace, dráhy, vodní cesty a související zařízení
- technickou infrastrukturu (např. rozvody vody, odpadních vod, energií, telekomunikační sítě a související zařízení
- občanskou infrastrukturu (např. stavby, zařízení a pozemky sloužící pro vzdělávání, sociální služby, zdravotní služby, veřejnou správu
- veřejná prostranství

## Nástroje územního plánování v Česku
Mezi jednotlivými nástroji a výkresy Územního plánování existuje hiearchie, celostátní dokumenty jsou nadřazené těm krajským a obecním.

### 1. Územně plánovací podklady (ÚPP)
Územně plánovací podklady tvoří:
- územně analytické podklady (ÚAP) – obsahují zjištění a vyhodnocení stavu a vývoje území, jeho hodnot, omezení změn v území („limity využití území“), záměrů na provedení změn v území, rozbor udržitelného rozvoje území. Pořizuje je buď úřad územního plánování (obec s rozšířenou působností) pro svůj správní obvod, nebo krajský úřad pro území kraje.
- územní studie (ÚS) – navrhuje, prověřuje a posuzuje možná řešení vybraných problémů, případně úprav nebo rozvoj některých funkčních systémů v území, například veřejné infrastruktury, územního systému ekologické stability, které by mohly významně ovlivňovat nebo podmiňovat využití a uspořádání území nebo jejich vybraných částí.

Územně plánovací podklady slouží jako podklad k pořizování politiky územního rozvoje, územně plánovací dokumentace, jejich změně a pro rozhodování v území (= územní rozhodnutí, územní opatření, úprava vztahů v území).

### 2. Politika územního rozvoje (PÚR)
Politika územního rozvoje koordinuje tvorbu a aktualizaci zásad územního rozvoje, tvorbu koncepcí schvalovaných ministerstvy a jinými ústředními správními úřady a záměry na změny v území republikového významu. Politiku územního rozvoje pořizuje ministerstvo pro celé území republiky a schvaluje ji vláda. Politika územního rozvoje je závazná pro pořizování a vydávání zásad územního rozvoje, územních plánů, regulačních plánů a pro rozhodování v území. Ministerstvo životního prostředí může v případě zásahu do významných lokalit (např. ptačí oblasti) dokument zablokovat.

### 3. Územně rozvojový plán (ÚRP)
Územně rozvojový plán je celostátní nástroj územního plánování. Dokument byl v Česku zaveden tzv. novým stavebním zákonem č. 283/2021 Sb., vláda první ÚRP schválila 28. srpna 2024. Tento dokument určuje strategické plánování v rámci celostátního měřítka a je závazný pro pořizování a vydávání zásad územního rozvoje, územních a regulačních plánů. ÚRP pořizuje Ministerstvo pro místní rozvoj a vydává Vláda ČR formou opatření obecné povahy.

### 4. Územně plánovací dokumentace (ÚPD)
Základní typ plánovací dokumentace. Je závazná, má danou strukturu a projednávání. Výsledkem je vyhláška. ÚPD vymezuje veřejně prospěšnou stavbu a veřejně prospěšné opatření. Dále se skládá ze tří významných částí :

#### 4.1 Zásady územního rozvoje (ZUR)
Zásady územního rozvoje stanoví zejména základní požadavky na účelné a hospodárné uspořádání území kraje, vymezí plochy nebo koridory nadmístního významu a stanoví požadavky na jejich využití, zejména plochy nebo koridory pro veřejně prospěšné stavby, veřejně prospěšná opatření, stanoví kritéria pro rozhodování o možných variantách nebo alternativách změn v jejich využití. Zásady územního rozvoje se pořizují pro celé území kraje a vydávají se formou opatření obecné povahy.Zásady územního rozvoje jsou závazné pro pořizování a vydávání územních plánů, regulačních plánů a pro rozhodování v území.

##### Postup vytváření ZUR
- Návrh zásad územního rozvoje – Návrh zásad územního rozvoje pořídí krajský úřad na základě zadání (§ 187 odst. 4) nebo zprávy o uplatňování zásad územního rozvoje. K návrhu zásad územního rozvoje krajský úřad zajistí vyhodnocení vlivů na udržitelný rozvoj území.
- Posouzení návrhu zásad územního rozvoje ministerstvem – Návrh zásad územního rozvoje posuzuje před jejich vydáním ministerstvo, kterému krajský úřad předloží návrh zásad územního rozvoje a zprávu o jejich projednání.
- Řízení o zásadách územního rozvoje – O upraveném a posouzeném návrhu zásad územního rozvoje se koná veřejné projednání.
- Vydání zásad územního rozvoje – Krajský úřad předkládá zastupitelstvu kraje návrh na vydání zásad územního rozvoje
- Aktualizace zásad územního rozvoje – Krajský úřad předloží zastupitelstvu kraje nejpozději do 2 let po vydání zásad územního rozvoje nebo jejich poslední aktualizace zprávu o jejich uplatňování v uplynulém období. Návrh zprávy musí být před předložením zastupitelstvu kraje ke schválení konzultován s obcemi kraje a s dotčenými orgány.

#### 4.2 Územní plán (UP)

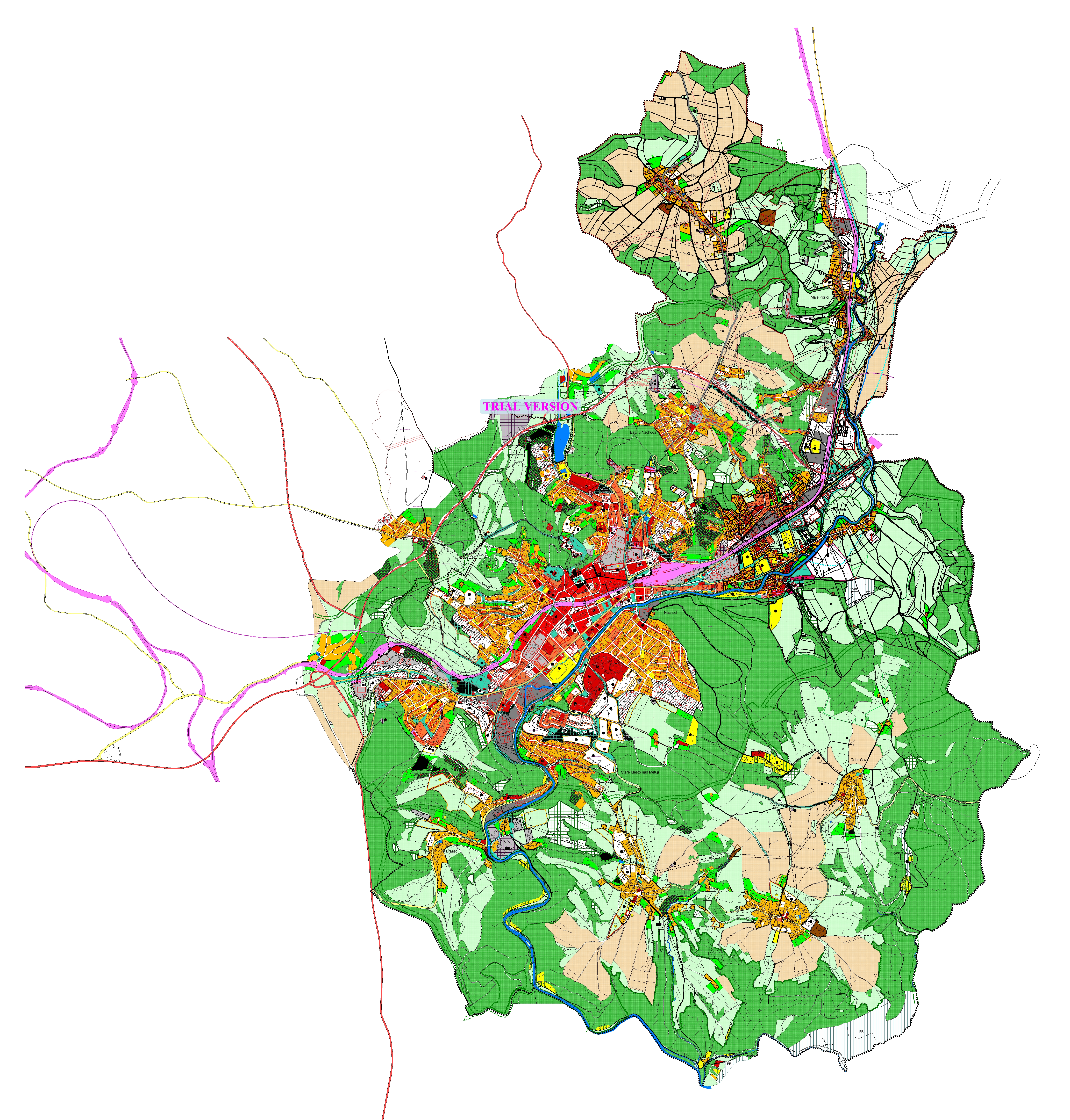
Územní plán města Náchod (výkres)

Územní plán se pořizuje a vydává pro celé území obce, pro celé území hlavního města Prahy, popřípadě pro celé území vojenského újezdu. Územní plán může být pořízen a vydán též pro vymezenou část území hlavního města Prahy.
Územní plán musí být v souladu se zásadami územního rozvoje a s politikou územního rozvoje.
Územní plán je závazný pro pořízení a vydání regulačního plánu zastupitelstvem obce a pro rozhodování v území. Poskytování prostředků z veřejných rozpočtů na provedení změn v území nesmí být v rozporu s vydaným územním plánem.

#### 4.3 Regulační plán (RP)
Regulační plán v řešené ploše stanoví podrobné podmínky pro využití pozemků, pro umístění a prostorové uspořádání staveb, pro ochranu hodnot a charakteru území a pro vytváření příznivého životního prostředí a vymezí veřejně prospěšné stavby nebo veřejně prospěšná opatření.
Regulační plán musí být v souladu s politikou územního rozvoje, zásadami územního rozvoje a územním plánem. Regulační plán je závazný pro rozhodování v území.

### 5. Územní řízení
Územní řízení vede stavební úřad. Výsledkem územního řízení je územní rozhodnutí. Stavební zákon rozlišuje pět typů územního rozhodnutí:
- rozhodnutí o umístění stavby,
- rozhodnutí o změně využití území,
- rozhodnutí o změně vlivu užívání stavby na území,
- rozhodnutí o dělení nebo scelování pozemků,
- rozhodnutí o ochranném pásmu.

Namísto vedení územního řízení a vydání územního rozhodnutí může stavební úřad vydat územní souhlas, pokud je záměr v zastavěném území nebo v zastavitelné ploše, poměry v území se podstatně nemění a záměr nevyžaduje nové nároky na veřejnou dopravní a technickou infrastrukturu. Územní souhlas se vydává na základě oznámení o záměru doplněného o souhlasy vlastníků sousedních pozemků, kteří by jinak byli účastníky územního řízení.

### 6. Územní opatření
- o stavební uzávěře – omezuje nebo zakazuje stavební činnost ve vymezeném území po dobu uzávěry
- o asanaci území

### 7. Úprava vztahů v území
- předkupní právo – k pozemku určenému pro veřejně prospěšnou stavbu nebo veřejně prospěšné opatření
- kompenzační opatření – těm, jejichž práva byla na základě opatření ve veřejném zájmu podle schválené územně plánovací dokumentace podstatně omezena, nebo těm, kterým bylo na základě územního opatření o stavební uzávěře znemožněno užívání staveb nebo pozemků, náleží náhrada.

## Legislativa v Česku
Zákony týkající se územního plánování v České republice:
- Zákon č. 283/2021 Sb., Stavební zákon (účinný od 1.1.2024 – nahradil zákon č. 183/2006 Sb.) + prováděcí vyhlášky k tomuto zákonu
- Zákon č. 183/2006 Sb., o územním plánování a stavebním řádu (stavební zákon)
- Zákon č. 184/2006 Sb., o odnětí nebo omezení vlastnického práva k pozemku nebo ke stavbě
- Zákon č. 186/2006 Sb., o změně některých zákonů souvisejících s přijetím stavebního zákona
- Zákon č. 360/1992 Sb., o výkonu povolání architektů, inženýrů a techniků – ZvpAIT

Prováděcí vyhlášky k zákonu č. 183/2006 Sb., týkající se územního plánování:
- vyhláška č. 498/2006 Sb., o autorizovaných inspektorech
- vyhláška č. 500/2006 Sb., o územně analytických podkladech, územně plánovací dokumentaci a o způsobu evidence územně plánovací činnosti
- vyhláška č. 501/2006 Sb., o obecných požadavcích na využívání území
- vyhláška č. 503/2006 Sb., o podrobnější úpravě územního řízení, veřejnoprávní smlouvy a územního opatření

Zákon o územním plánování a stavebním řádu také v části páté § 158 odst. (1) stanoví, že zpracování územně plánovací dokumentace a územní studie je vybranou činností ve výstavbě, kterou smějí vykonávat jen a pouze fyzické osoby, které k tomu získaly oprávnění – byly autorizovány dle speciálního zákona 360/92 Sb. Českou komorou architektů a jsou uvedeny ve veřejném rejstříku – seznamu autorizovaných architektů.